# Ceferino González y Díaz Tuñón

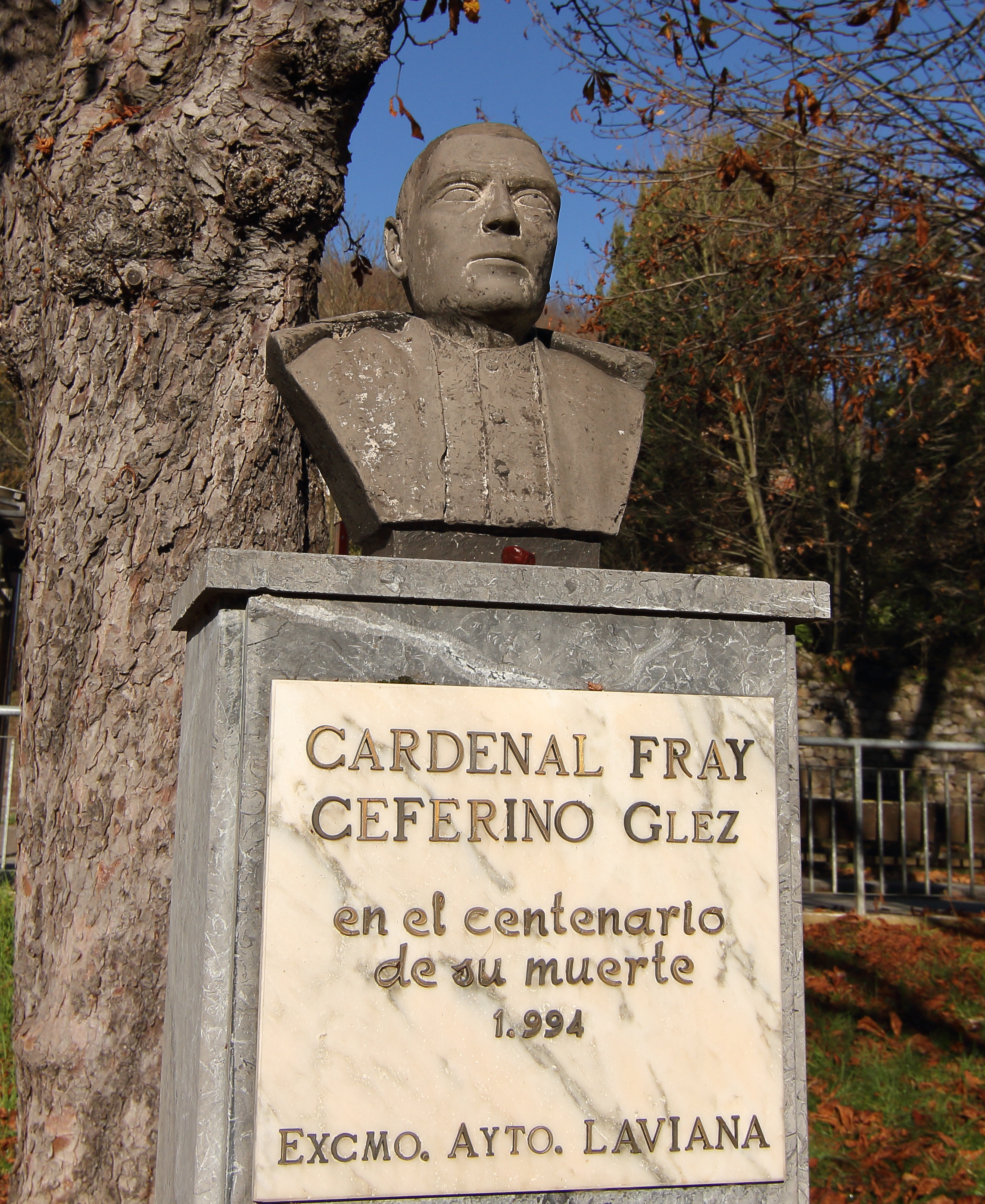
Busto del Cardenal Fray Ceferino González, Villoria (Laviana)

Ceferino González y Díaz Tuñón, O.P.,  (Villoria, 28 de enero de 1831-Madrid, 29 de noviembre de 1894) fue cardenal de la Iglesia católica, arzobispo, filósofo, teólogo y fraile dominico español, con amplios conocimientos en el campo de las ciencias naturales. Fue una destacada personalidad de la cultura de la segunda mitad del siglo XIX, siendo académico de la Real Academia Española, de la Real Academia de Ciencias Morales y Políticas, de la Real Academia Sevillana de Buenas Letras y de la Pontificia Academia de Santo Tomás de Aquino. Era conocido como Fray Zeferino.

## Biografía
Fray Ceferino González y Díaz Tuñón nació en El Campal, en la parroquia de Villoria en el concejo asturiano de Laviana, en un humilde hogar de labradores.

### Formación
Estudia latín en Ciaño e ingresa en el Convento de Ocaña, perteneciente a la Orden de Predicadores, el 28 de noviembre de 1844. En este convento estudió tres años de Filosofía y uno de Teología. En estos años de estudió entró en contacto con el tomismo, corriente que defendería durante su vida.
En mayo de 1848 es destinado por sus superiores a Manila, ciudad a la que llega en febrero de 1849. Inmediatamente retoma sus estudios en la Universidad de Santo Tomás, obteniendo el doctorado en Filosofía y el doctorado en Sagrada Teología.  

### Etapa docente
Enseguida se le confió la enseñanza de las Ciencias naturales. Organizó el departamento de Física y Química de la universidad y el Museo de Ciencias. De esta época datan dos de sus primeras obras, de temática científica: Los temblores de la tierra (1857) y La electricidad atmosférica y sus principales manifestaciones (1858). En 1854 había sido ordenado sacerdote. 
Después de unos años como profesor de Ciencias naturales es nombrado profesor de Filosofía y, poco después, de Teología. En esta época publicó una de sus obras más afamadas: Estudios sobre la filosofía de Santo Tomás (1864), en tres volúmenes.  
Debido a problemas de salud fruto de su incansable labor académica se le ordena regresar a España en 1867. Residirá en la Casa de la Pasión de Madrid, donde abre un aula de Filosofía libre destinada a jóvenes católicos, que recibió a alumnos que tuvieron un brillante provenir, como Alejandro Pidal y Mon, Eduardo Hinojosa, Antonio Hernández y Fajarnés, etc. En 1868, fruto de un enfrentamiento dialéctico con Segismundo Moret el año anterior, publica su obra Philosophia elementaria ad usum academicae ac praesertim ecclesiasticae juventutis, opera et studio, en dos volúmenes (en la segunda edición, de 1877, la ampliará a tres volúmenes), que en vida del autor alcanzó las siete ediciones. En 1873 publicó la versión española de su Philosophia elementaria bajo el título Filosofía elemental, en dos volúmenes (alcanzó seis ediciones en vida del autor). Ese mismo año, Alejandro Pidal y Mon, publicó en dos volúmenes obras menores y artículos de su maestro con el título Estudios religiosos, filosóficos, científicos y morales.
Entre 1868 y 1871 fue rector del Seminario de misioneros de Ocaña. En esta época comenzó a publicar artículos en periódicos como La Cruzada, La Ciencia Cristiana, La Ciudad de Dios, o La Raza Latina,

### Episcopado
El 16 de junio de 1874 fue preconizado para obispo de Málaga cargo que logra evitar al estar más interesado en su labor de escritor. Además movió todas sus influencias para poder renunciar a la Cátedra de Astorga.
El 5 de julio de 1875 es promovido para el cargo de obispo de Córdoba por orden del papa Pío IX siendo consagrado el 24 de octubre de 1875. Se dice que beato Pío IX resolvió así: 

"Por lo que ha escrito le hago obispo, que lo sea y escriba además".

 Durante su obispado logró conjuntar su labor de obispo con la de filósofo escribiendo numerosos textos y realizando labores en la diócesis.
El 15 de marzo de 1883 es nombrado arzobispo de Sevilla, rechazando el cargo de senador que le correspondía. Una vez en posesión del cargo se dedicó de pleno a sus labores eclesiásticas e intelectuales que fueron premiadas un año más tarde por el papa León XIII con el cardenalato. Así el 10 de noviembre de 1884 fue promovido para el puesto del cardenal obteniendo la titularidad de Santa Maria sopra Minerva el 17 de marzo de 1887. Continuó en Sevilla hasta el año siguiente en el que se traslada a Toledo al ser promovido por el rey Alfonso XII para arzobispo de Toledo. El 27 de marzo de 1885 fue promovido para el cargo obteniendo además el título de patriarca de las Indias, capellán mayor del rey y vicario general castrense. El poeta Campoamor escribió:

"Ninguno de tan poco llegó a tanto:/Fraile ayer, príncipe hoy, mañana santo".

En 1886 regresó a Sevilla debido a su mala salud y renunciando finalmente al obispado por cuestiones de salud el 28 de noviembre de 1889. El 1 de enero de 1893 fue nombrado miembro de la Real Academia Española ocupando el sillón L.
Falleció debido a un cáncer de maxilar en el convento de la Pasión de Madrid asistido por el obispo de Oviedo, Ramón Martínez Vigil el 28 de noviembre de 1894 siendo enterrado en la iglesia de los Padres dominicos de Ocaña.
Según Juan Marín del Campo, el padre Ceferino González fue uno de los grandes tomistas españoles contemporáneos, junto con Juan Manuel Ortí y Lara y los también padres dominicos fray Joaquín Fonseca y fray Norberto del Prado.

## Honores y distinciones
- Académico de la Pontificia Academia de Santo Tomás de Aquino.

- Académico de la Real Academia Sevillana de Buenas Letras.

- Académico de la Real Academia de Ciencias Morales y Políticas (1873).

- Académico de la Real Academia de la Historia.

- Senador del Reino.

- Académico de la Real Academia Española (1893). Dejó redactado su discurso de ingreso, pero no pudo llegar a tomar posesión.

- Caballero del collar de la Orden de Carlos III.

- Caballero gran cruz de la Orden de Isabel la Católica.

- Hijo adoptivo de Manila.

En la actualidad una de las principales calles de Oviedo, Sevilla y del Rastro de Madrid llevan su nombre. Su retrato, pintado por Muñoz de la Espada, fue puesto en el salón de consejos de la Diputación Provincial de Asturias.

## Obras
- «Los temblores de tierra». Manila, 1857.
- «La electricidad atmosférica y sus principales manifestaciones». Manila 1857. (Estudios.... 1873. Tomo 2, pgs. 341-415.)
- «La economía política y el cristianismo» Manila, 1862 (enero). (en Estudios.... 1873. Tomo 2, pgs. 1-121.)
- Sermón predicado el 7 de marzo de 1862 en la solemne función que la Universidad de esta capital consagra anualmente a su principal patrón el angélico doctor Santo Tomás de Aquino, Manila, 1862. Establecimiento tipográfico del Colegio de Santo Tomás, a cargo de D. Juán Cortada. 19 pgs. (en Estudios..., 1873. Tomo 2, pgs. 311-329.)
- Estudios sobre la Filosofía de Santo Tomás, Manila, 1864. Establecimiento tipográfico del Colegio de Santo Tomás, a cargo de D. Juan Cortada. 3 vols (XL+646, 570 y 620 páginas). Segunda edición. Imprenta de San José. Madrid, 1866-1867. 3 vols (XXXVII+561, 497 y 530 páginas). Traducido al alemán: Die Philosophie des heiligen Thomas von Aquin, dargestellt von Franz Zephyrin González. Mit Autortiation des Berf. aus dem Spanischen liberi. übersetzt von Karl Joseph Nolte. Regensburg, Verlagsnst., 1885. 3 vols (XII+461, 395 y 429 páginas).
- Reglamento del Colegio de Niñas de Santa Catalina de Sena, bajo la dirección de las religiosas dominicas, de Manila, Manila, 1866.
- Philosophia elementaria ad usum academicae ac praesertim ecclesiasticae juventutis, opera et studio, Matriti, 1868, 2 vols. (2h+561 y 444 páginas). Secunda editio. Apud Polycarpum López. Matriti, 1877. 2 vols. (574 y 574 páginas). (Vol. primum: Logicam, Psychologiam, Idealogiam et Metaphysicam generalem. Vol. secundum: Metaphysicam Specialem, Ethicam et Historiam Philosophiae). Tertia editio. Matriti, 1881. 3 vols. (575, 425 y 443 páginas). (Vol. I: Logicam, psychologiam, idealogiam complectems; Vol. II: Metaphysicam generalem, Metaphysicam specialem complectens; Vol. III: Ethicam et Historiam Philosophiae complectens). Quarta editio. Matriti, 1882. 3 vols. Quinta editio. Matriti, 1885. 3 vols. Sexta editio. Matriti, 1889. 3 vols. Septima editio. 3 vols. (526, 388 y 432 páginas). Apud Nov. Lib. Sancti Joseph. Matriti, 1894. (Vol. primum: Logicam, Psychologiam, Idealogiam. Vol. secundum: Metaphysicam generalem atque specialem. Vol. tertium: Ethicam et Historiam Philosophiae).
- Sobre una biblioteca de teólogos españoles, Ocaña, 1869. (en Estudios..., 1873. Tomo 2, pgs. 207-228.)
- La inmortalidad del alma y sus destinos según una teoría krauso-espiritista, Ocaña, 1869 (agosto). (en Estudios..., 1873. Tomo 1, pgs. 183-229.)
- «La filosofía de la historia», en La Ciudad de Dios, tomo 3 (Madrid, 1870), págs. 187-203, 449-464, 335-345, 312-320. (en Estudios..., 1873. Tomo 1, pgs. 1-181.)
- La definición de la infabilidad pontificia, Imprenta de López, Madrid, 1870. 62 pgs. (firmado en Ocaña, agosto de 1870). (en Estudios..., 1873. Tomo 2, pgs. 231-307.)
- «Carta de Fray C.G. Rector del Convento de Ocaña, protestando contra un artículo de 'La Iberia'», en El Pensamiento Español de 6 de marzo de 1871.
- «El positivismo materialista». En La defensa de la Sociedad, tomo 1 (Madrid 1872), págs. 31-33, 52-59, 94-102, 129-141 y 177-189. El positivismo materialista. Artículos insertos en la revista 'La Defensa de la Sociedad' de Madrid. Juán Aguado. Madrid, 1872. 46 pgs. (en Estudios..., 1873. Tomo 1, pgs. 231-300.)
- Filosofía elemental, 2 vols. Imprenta de Policarpo López. Madrid, 1873. Segunda edición. 2 vols. Imprenta de Policarpo López. Madrid, 1876. (XLVI+484 y 646 páginas). (Tomo primero: Lógica, Psicología, Ideología; Tomo segundo: Metafísica general, Especial, Teodicea, Moral.) Tercera edición. 2 vols. Imprenta de los Sres. Lezcano y compañía. Madrid, 1881 (III+576 y 646 páginas). Cuarta edición Quinta edición. 2 vols. Jubera. Madrid, 1886 (XXXVIII+510 y 627 páginas). Sexta edición. 1894, 3 vols. Séptima edición. 2 vols. Saénz de Jubera. Madrid, 1907 (576 y 638 páginas).
- Estudios religiosos, filosóficos, científicos y sociales, Impr. de Policarpo López. Madrid, 1873. Prologados por Alejandro Pidal y Mon. 2 vols. (XXXIX+348 y 415 páginas). (Contiene, en el tomo 1: «La Filosofía de la Historia», «La inmortalidad del alma y sus destinos», «El positivismo materialista» y un Apéndice sobre el Darwinismo tomado de la Filosofía Elemental; en el tomo 2: «La economía política y el cristianismo», «Los temblores de tierra», «Sobre una biblioteca de teólogos españoles», «La definición de la infabilidad pontificia», «Sermón de Santo Tomás de Aquino» y «La electricidad atmosférica y sus principales manifestaciones»).
- «La moral independiente», en La defensa de la Sociedad, tomo 4, número 65, Madrid, 10 de enero de 1874. Páginas 413-439.
- «Carta a Don Alejandro Pidal y Mon», en La España Católica de 27 de junio de 1874. (en La Unión Católica, 6 de diciembre de 1874.)
- «Observaciones a una carta del señor Salmerón», en La Defensa de la Sociedad, tomo 7, junio de 1875. Páginas 321-337.
- Carta pastoral del Obispo de Córdoba, Imprenta y litografía del Diario de Córdoba. Córdoba, 1875. 31 pgs. (Firmada el 25 de diciembre).
- «Carta Pastoral del Sr. Obispo de ésta diócesis insertando un notable documento -la unidad católica- de S.S. al Sr. Cardenal Arzobispo de Toledo», en Boletín Oficial del Obispado de Córdoba, 1876, núm. 6, págs. 94-109.
- «Pastoral del Prelado: trata de la conservación y organización del Seminario Conciliar de S. Pelagio...», en Boletín Oficial del Obispado de Córdoba, 1876, núm. 12, págs. 237-248.
- Circular sobre el establecimiento de Círculos Católicos, Córdoba, 1877.
- «Carta pastoral de S.E.I. sobre la santificación de las fiestas y cumplimiento del precepto pascual», en Boletín Oficial del Obispado de Córdoba, 1877, núm. 5, págs. 93-103.
- «Pastoral de S.E.I. con motivo de la alocución 'Luctuosis' de Su Santidad», en Boletín Oficial del Obispado de Córdoba, 1877, n.º 7, págs. 139-149.
- «Pastoral sobre el 50 aniversario episcopal de Pio IX», en Boletín Oficial del Obispado de Córdoba, 1877.
- «Dos palabras acerca de los caracteres generales de la filosofía escolástica y de la filosofía alemana», en La defensa de la Sociedad, tomo 13, 1878, págs. 321-355.
- «Raymundo Lulio», en La Ciencia Cristiana, 6, 1878, págs. 210-226.
- «Pastoral de S.E.I. sobre la Santa Cuaresma», en Boletín Oficial del Obispado de Córdoba, 1878, núm. 4, págs. 45-57.
- Historia de la filosofía, 3 vols. Madrid, 1878-1879. Segunda edición. 4 vols. Agustín Jubera. Madrid, 1886. (LI+535, 516, 504 y 482 pgs.). Trad. al francés por G. de Pascal. Historie de la Philosophie. Lethielleux. Paris, 1890-1891. 4 vols. (XLII+552, 538, 492 y 528 pgs.).
- «Carta Pastoral sobre el dinero de San Pedro», en Boletín Oficial del Obispado de Córdoba, 1879, núm. 1, págs. 2-14.
- «Carta Pastoral sobre la Encíclica de S.S.León XIII acerca del matrimonio cristiano», en Boletín Oficial del Obispado de Córdoba, 1879, núm. 2, págs. 46-54.
- «Junta de fomento de los Círculos Católicos de Córdoba», en La Ciencia Cristiana, 12, 1879, págs. 95-96.
- «Pastoral sobre la encíclica 'Aeterni Patris'», en Boletín Oficial del Obispado de Córdoba, 1879, núm. 13, págs. 634-655.
- Biografía de Osio, en Boletín Oficial del Obispado de Córdoba, 1879.
- «Un teólogo español del siglo XVI {Pedro Soto}», en Boletín Oficial del Obispado de Córdoba, 1880. (en La Ciencia Cristiana, 13, 1880, págs. 97-119.)
- «Carta al Conde de Orgaz», en Boletín de La Unión Católica, 1, 1881, 36 (fechada en 16 de enero de 1881). (en La Ciencia Cristiana, 17, 1881, pág. 184.)
- «Carta Pastoral sobre la encíclica de S.S. y los sucesos de Roma», en Boletín Oficial del Obispado de Córdoba, 1881, num. 13, págs. 531-542.
- «Carta Pastoral con motivo de la peregrinación a Roma», en Boletín Oficial del Obispado de Córdoba, 1882, 5, págs. 175-184.
- «Circular presentando la Encíclica 'Cum multa' de León XIII», en Boletín Oficial del Obispado de Córdoba, 1883, 10 de enero, págs. 3 y 13-18.
- «Pastoral de despedida del Excmo. Prelado», en Boletín Oficial del Obispado de Córboba, 1883, núm. 5, págs. 195-202.
- El Boletín Oficial del Obispado de Córdoba en marzo de 1883 incluye varios textos breves de Fray Zeferino como Obispo de Córdoba (no publicados en su momento).
- Carta Pastoral del Excmo. y Revmo. Sr. Dr. D. Fr. Zeferino González, Arzobispo de Sevilla, Sevilla, 1883. Imprenta de E. Hidalgo. 44 pgs.
- La causa principal originaria, ya que no la única, del malestar que esteriliza y detiene la marcha de la sociedad por los caminos del bien, es esa gran negación oculta y encarnada en el principio racionalista: la negación de Dios, la cual es principio generador del mal en todas sus formas (Discursos leídos ante la Real Academia de Ciencias Morales y Políticas en la recepción pública del Excmo. e Ilmo. Sr. Arzobispo de Sevilla Dr.D.Fr.Zeferino González, el día 3 de Junio del año de 1883), Imprenta de A.Pérez Dubrull. Madrid, 1883. 123 pgs. (pgs. 1 a 83). (Escrito y presentado a la Academia en 1874).
- Un recuerdo a las religiosas del Arzobispo de Toledo o sea la Instrucción pastoral del Emmo.... a las religiosas de los conventos de su jurisdicción, Toledo, 1886. 63 pgs.
- Carta Pastoral al inaugurar su segundo pontificado, Sevilla, 1886.
- «Una rectificación», en Los Lunes de El Imparcial, 27 de mayo de 1889.
- «La antigüedad del hombre y la prehistoria». En Crónica del Primer Congreso Católico Nacional Español. Madrid, 1889. Vol. 1, pgs. 245-294.
- Prólogo a Historia del Colegio Mayor de Santo Tomás de Sevilla, por Enrique de la Cuadra y Gibaja. Imprenta de E.Rasco. Sevilla, 1890. 2 vols (XX+294 y 2h+363 pgs; el Prólogo, V-XVIII). (Firmado en Somió, 28 de agosto de 1890).
- «El lenguaje y la unidad de la especie humana». En La España Moderna, tomo 23, noviembre de 1890, págs. 81-102.
- La Biblia y la Ciencia, Imprenta de A. Pérez Dubrull, Madrid, 1891. 2 vols (XLVII+618 y 687 pgs.). Segunda edición (Corregida y aumentada por el autor). Izquierdo y Cª. Sevilla, 1892. 2 vols. (L+572 y 582 pgs.).
- «Carta al M.R.P.Honorato del Val», (fechada en Vergara, 22 de julio de 1891). En La Ciudad de Dios, 25, 1891, págs. 503-504.
- Opinión sobre el descubrimiento de América, en La Ilustración española y americana, año 36, núm. 38, 12 de octubre de 1892 (IV Centenario Descubrimiento).
- Las relaciones entre el habla castellana y la mística española (Discurso de ingreso en la Real Academia Española, 1893), en Memorias de la Real Academia Española, tomo VII, 1896, págs. 490-537.